# 강병휘
강병휘(1980년 7월 29일 ~ )은 대한민국의 카레이서 겸 모터그래프 공식 드라이버이자 저널리스트다. 김상영 기자 다음으로 모터그래프 영상 중에서 가장 많이 출연하는 리뷰어이기도 하다. 모터스포츠와 관련 된 콘텐츠를 제작하는 Station.B 의 대표 리뷰어이다.

## 학력
- 대원외국어고등학교 졸업
- 연세대학교 영어영문학과 학사

## 경력
- 2007년 스피드 페스티벌 클릭챌린지 4전,6전,7전 참여
- 2011년 KSF 아반떼 클래스 1전~4전 참여
- 2012년 KSF 아반떼 클래스 1전~5전 참여
- 2013년 KSF 제네시스 쿠페10 클래스 1전~7전 참여
- 2014년 KSF 제네시스 쿠페10 클래스 1전~7전 참여
- 2018년 TCR 코리아 1전~6전 참여

## 수상
- 제7회 한국모터스포츠어워즈 올해의 클럽 드라이버상 2012
- KSF 아반떼 클래스 챔피언 2012
- 코리아스피드페스티벌 제네시스쿠페 시즌 챔피언 2013
- ADAC Zurich 24h 뉘르부르크링 국제 내구레이스 완주 (V class) 2016
- ADAC Zurich 24h 뉘르부르크링 국제 내구레이스 완주 (TCR class) 2017
- ADAC Zurich 24h 뉘르부르크링 국제 내구레이스 완주 (TCR class) 2018
- TCR 코리아 챔피언 2018
- TCR 말레이시아 2라운드 2위 2019
- ADAC Zurich 24h 뉘르부르크링 내구레이스 V2T 클래스 3위 2019